# ピール地区教育委員会
ピール地区教育委員会（ピールちくきょういくいいんかい、Peel District School Board、旧称：English-Language Public District School Board No. 19）は、カナダのオンタリオ州ピール地域（行政上のカレドン、ブランプトン、ミシサガ）において、幼稚園児から第12学年まで、初等教育・中等教育の生徒15万5千人の教育を、230校以上の施設において行なっている学区組織。
この教育委員会は、1万5千人以上の常勤スタッフを雇用しており、ピール地域では最大の雇用主となっている。規模においては、カナダで2番目に大きい教育委員会組織である。

## 沿革
この教育委員会が管轄する学区は、1969年にそれまであった10学区が合併してピール郡教育委員会 (the Peel County Board of Education) が成立した。1969年の時点で、この教育委員会は、現在の人口の5分の1ほどに過ぎない25万人の住民から成るコミュニティにサービスを提供していた。新設されたばかりの頃には、114施設に5万人が学び、（2009年の年次報告書によれば）運営予算は4,100万カナダ・ドルであった。
1973年、組織の名称はピール教育委員会 (the Peel Board of Education) となった。現行の名称であるピール地区教育委員会は、1998年に採用されたものである。
2006年9月1日、ピール地区教育委員会は、英語以外の言語を母語とする保護者たちを支援するために、ピール地域で話されているすべての言語といえる25の言語によってサービスを提供するウェブサイトを9月6日から提供すると発表した。

## ロゴ
ピール地区教育委員会は、2005年9月に現在のロゴを公表した。これに先立つ2003年11月、教育委員会は、1969年の設立以来初めてとなる新しいロゴの作成を監督するため、従業者から役員までが縦断的に参加する「未来の絵図委員会 」の立ち上げを承認した。この委員会は、提案依頼書による競争によって採用されたデザイン事務所ハンブリー・アンド・ウリー社 (Hambly and Woolley Inc.) とともに、教育委員会が承認できる新たな視覚的アイデンティティの開発に取り組んだ。ロゴのデザインは、従業者、生徒、保護者や、関係する宗教団体や文化団体、労働組合、業界団体などの代表など、500人以上の意見を反映して決定された。

## 運営方針（公平性）

### グローバルな受け入れ
2009年に、ピール委員会はブランプトンとミシサガに3件のウェルカム・ザ・ワールド・センター（We Welcome the World Centres）を開設した。このセンターは、新たに移住してきた学齢の子供が就学するようその家族を手助けし、カナダに定住する支援を行っている。センターの職員は、支援のほか無料サービスに関する情報を多言語で提供している。

### 宗教への配慮
前向きな信仰（Faith Forward）と呼ばれるプログラムを通じて、ピール委員会は幅広い信仰、文化、宗教式典への理解を広げる手助けとなる資料を提供している。具体的な資料には、宗教上の祝祭日カレンダー、一連のポスター、手引き書、授業計画や実習などがある。どんな信仰や文化の式典であれ、全生徒と職員が携わる必要があるというのが当委員会の方針である。
当委員会は、宗教的信念に従うまたは従わないの各個人の権利を認め、差別的または嫌がらせ行為から解放された宗教的信念と実践を目指し、職員と学生には宗教的配慮のためのあらゆる合理的な措置を取る。配慮の例としては、主な宗教上の祝日の観察、食物の要件、宗教的な服装、礼拝や儀式の場などがある。 

### 共同責任モデル
共同責任モデルは、全ての従業員集団の多様性をサポートする。真の包括的な仕事とは新しい種類のパートナーシップ（成功による説明責任が共有されるもの）において組織内外の人々を積極的に関与させる必要がある、という信念がこの事業の中核である。
共同責任モデルの下で、ピール委員会は次のことを行う予定である。
- 正式なメンタリングの制度や、コミュニティ内のアウトリーチ（直接足を運ぶこと）で保護された全学級支援のための顧問集団を創設する
- 理念や前提、作法といった根幹概念の主要指導者を養成する
- ピール委員会の全職員が利用可能なオンラインシミュレーションを作成する
- プロジェクトが進捗するための助言と勧告を提供する

## 民族的・文化的な許容度
カナダの学区において、ピール委員会は最も民族的・文化的に多様性がある。ピール地区教育委員会は、様々な文化や民族集団を受け入れて包括することを意図した手続きや方針を制定しており、教育委員会理事ブライアン・ウッドランドはこの地区では多様な宗教が受け入れられていると語った。様々な背景の学生を収容するために、教育委員会はカリキュラムを随時変更している。 例えば、宗教・文化的背景から学生が人物を描くことを禁じられている場合、学校は美術のカリキュラムを変更する。ピール地区は、学生が教室でもキルパンを着用できるようにした、カナダで最初の教育委員会のひとつである。当教育委員会は、宗教指導者が学校内で礼拝式典を執り行うことは認めていない。

## プログラム

### 成人と継続教育
ピール委員会は、様々な成人用プログラムを昼夜と週末に提供している 。中学校のディプロマ（学位）修業を目指す成人を支援するクレジットプログラム、英語能力の発展向上を目指す成人を支援するアダルトESLプログラム、特定の技能向上を目指す成人を支援するリテラシー＆基礎スキルコースなどがある。
2011年に設計された、（移民の）新カナダ人が教職に就くことを支援する外国人教師養成コースは、メディアでも報じられた。
ピール委員会はまた、学齢者向けの国際語学プログラムも週末に提供している。中等段階では、中学校のディプロマに向けて単位を取得することが可能である。生徒達は、夜間学校や夏季学校、語学や数学の支援、オンライン教室にもアクセス可能である。 

### 代替プログラム
ピール委員会のオルタナティブ校 (PAS) では、学生の個々の要望に合わせて設計された多彩な代替プログラムを提供している。 以下のプログラムがある。
- 「基盤プログラム（Foundations Program）」-は9学年と10学年の学業を満たしていない高校3年生[注釈 2]のためのプログラム。小規模の学級と個別指導で、学期ごとに3単位の取得を行うもの。
- 「休学・退学でのフレッシュスタートプログラム（Fresh Start Suspension and Expulsion Programs ）」-はピール委員会の学校から休学・退学になった学生のうち、行動を変える（再び学びたい）意欲がある者が、フレッシュスタートに参加できる。このプログラムを通して、学生たちは学業を続ける一方で、学校や地域社会の集団関係でうまくやっていくのに必要な技能を学ぶ。
- 「中学・高校の代替プログラム（Junior High, Intermediate, and Senior Alternative Programs）」-は学校から落伍してしまう（授業についていけなくなる）危険のある生徒を対象としている。小規模の学級と個別指導を通じて、学校や社会に対する社会的スキルや態度を改善向上させる。
- 「監督されつつの代替学習（Supervised Alternative Learning、SAL)」-は様々な理由により学校を中退してしまう危険がある、14歳から17歳の生徒向けのプログラムである。SALは、オンタリオ州の中学校のディプロマを取得したり、その他の教育的・個人的な目標を達成するための取り組みを支援するために作られた。
- 「一時的な外部学習リンク（Temporary External Learning Link、TELL)」-は少なくとも高校3年生（日本の学校教育でいう高校2年生）を対象としている。これらの学生は、家庭や仕事の約束のために柔軟なスケジュールを必要としている。
- 「ティーン教育と母性プログラム（Teen Education and Motherhood Program、TEAM)」-は14歳から20歳、9学年から12学年で妊娠または子供がいる学生を対象としている。学業プログラムは、各学生のニーズを満たすために個別化されている。子育てに焦点が当てられており、生徒たちはピール地区の看護婦により実施される毎週のワークショップ（体験講座）に参加している。

### 地域プログラム
地域プログラムは、6学年、7学年（日本でいう小学校6年、中学1年）あたりから始まる。地域プログラムの学生は、オンタリオ州のカリキュラムの全要件を満たしつつも、自分の興味のある分野を重点学習できる （秋に翌年受けるカリキュラム選択がある）。分野としては、芸術、フレキソ印刷、国際バカロレア、アドバンスト・プレイスメント、国際ビジネス、科学技術、スポーツ、弦楽器、などがある。

### フランス語浸け
フランス語のイマージョン・プログラムは1学年から始まり、エクステンディド・フレンチは7学年より始まる。ピール委員会は、フランス語浸けにすることが子供のために適切かどうかを決める方法およびフランス語学習に関するその他情報について、オンライン情報を保護者に提供している。

### 専門家の高技能プログラム
専門家の高技能を学べる主要プログラムは11学年（日本でいう高校2年）から始まり、以下の分野で提供されている。
- 芸術
- ビジネスと起業の研究
- 建設業
- 環境
- 健康とウエルネス
- 接客業と観光業
- 情報通信技術
- 司法、地域社会の安全と緊急サービス
- 製造業
- スポーツ
- 運輸業

### 地域強化プログラム
ピール地区教育委員会はIELC地域強化プログラムを運営している。これはギフテッド教育プログラムで、「正規の学校プログラムで通常提供されるものを超えた深さと幅の、差別化された学習経験を必要とする、尋常ではないほど高度な全般的知能」を有する、と定義づけられる生徒が対象となる。
中学校段階の強化プログラムのカリキュラムには、このギフテッドに挑戦するための特別な課題やプロジェクトが含まれる。高等学校の段階では、コース教材は同じだが、教授法と課題は生徒のニーズに応じて異なる 。
ピール地区には強化センターとして指定された高等学校が5校あり、9学年から12学年までの強化プログラムとカリキュラムを提供している。強化コースの詳細は学校によって異なるが、ほとんどの学校では強化の核となる必須コースが提供される。強化コースの学生のためのバスと交通は当教育委員会によって提供される。

## 中学校ランキング
ピール地区教育委員会はフレーザー研究所ランキング制度を正式にサポートしておらず、学校のランク付けをしていない。同研究所による最新ランキングはフレーザーのウェブサイトで確認できる。

## 差別の不祥事
南アジアを祖国とする元副校長ランジット・カッツクール（Ranjit Khatkur）は、全ての要件を満たしていたにもかかわらず校長への昇進が見送られたのは彼女の民族的/人種的背景が理由であると主張した。カッツクールはピール地区教育委員会における体系的差別を主張して、オンタリオ州人権裁判所に提訴を行った。最終的にピール地区教育委員会の雇用・昇進に関する調査報告書がターナー・コンサルティング・グループから公表されることとなった。111ページに及ぶその報告書は、ピール委員会の雇用や昇進の方針を変更させることになった。これまで校長達は単独で（雇用・昇進に関する）面接を行い、志願者を選考した理由を明かすこともなく、どんな質問のやり取りをしたかの文書化もせずにいた。今回の変更では、偏見を排除するために面接は2人の人物で実施することとなり、校長は昇進プロセスに参加できず、それによって「ゲートキーパー 」の役割を排除した。あと人口多様性の調査が開始され、同報告書では民族的または目に見えるマイノリティだけが差別を経験したのはでないことも判明した。ターナーは、一部の白人男性でも縁故主義の重用や仲間びいき（cronyism）の疑いがあることを明らかにした。この報告以降、正しい方向への改善が進んでいる。